# Arturo Álvarez Ramírez
Arturo Álvarez Ramírez (Ciudad Guzmán, Jalisco, 8 de mayo de 1935 – Guadalajara, Jalisco, 28 de noviembre de 1992) fue un ingeniero químico y catedrático universitario mexicano en la Universidad de Guadalajara (UdeG). Durante sus treinta años de labor docente, fue pionero en el diseño del material docente para los estudiantes de Ciencias Químicas. Está en proceso de canonización (desde 2021).

## Biografía

### Primeros años y formación
Nació en Ciudad Guzmán, Zapotlán el Grande, Jalisco, siendo el octavo hijo de María de Jesús Ramírez y Magdaleno Álvarez, un albañil local. Cursó la primaria en el Colegio México (1942-1948) y la secundaria en la Secundaria Federal por Cooperación (1948-1951).
En 1951 se trasladó a Guadalajara para cursar el bachillerato en la Escuela Vocacional. Entre 1953 y 1958 estudió Ingeniería Química en la Facultad de Ciencias Químicas de la Universidad de Guadalajara, donde presentó la tesis «Estudio de la corrosión causada por el oxígeno en calderas de alta presión».
Obtuvo una beca para cursar estudios en el extranjero. Entre 1959 y 1960 estudió Ingeniería Industrial en la Universidad de Siracusa, y posteriormente una especialización en comunicación en la Michigan State University. En 1968, realizó un curso de actualización en Química en la Universidad de California en Berkeley.

### Docencia universitaria
Desde 1960 hasta su fallecimiento en 1992, fue profesor de la Facultad de Químicas de la UdeG. Impartió las asignaturas de: Química General, Síntesis Orgánica y participó activamente en los cursos de actualización para docentes. Fue jefe del Departamento de Química durante más de treinta años y miembro activo del Consejo General Universitario. También fue maestro fundador del Centro de Formación y Perfeccionamiento Directivo (ICAMI) en Guadalajara.
Entre sus contribuciones destaca la dirección de más de 150 tesis profesionales, la elaboración de materiales didácticos como los libros Experimentos en química general y Experimentos en química del carbono, y la creación de equipos de laboratorio que optimizaron los recursos y redujeron el consumo de agua.
En el Aula E17 de la Facultad de Ciencias Químicas de la Universidad de Guadalajara donde ejercía su labor docente, cuenta con tres placas en su memoria. En el libro En y desde el Aula 17 incluye recuerdos de sus alumnos. Durante más de tres décadas fue profesor en la Universidad de Guadalajara (UdeG).
Los alumnos del «Inge Arturo», lo consideran rigorista y exigente, pero también cercano. Organizaba actividades extra académicas, excursiones, y actividades más allá de la química, promoviendo la formación integral de sus estudiantes. Por ejemplo durante la tragedia de las explosiones en Guadalajara en 1992, organizó brigadas de ayuda entre sus alumnos.

### Vida espiritual y vocación al Opus Dei
Conoció el Opus Dei en 1963, y pidió ser agregado en 1966. Participó activamente en la vida espiritual de la organización, con prácticas como la oración diaria, la devoción eucarística y la veneración a la Virgen del Perpetuo Socorro. Durante su labor docente en una universidad de orientación izquierdista en el contexto de la revolución de 1968, procuró integrar sus convicciones religiosas en su ejercicio profesional. En una visita a Roma, conoció a Josemaría Escrivá, fundador del Opus Dei, y a Álvaro del Portillo, quien lo alentó a vivir su fe a través del trabajo cotidiano. También manifestó interés por la formación de obreros y campesinos.

### Fallecimiento y legado
Falleció el 28 de noviembre de 1992 a causa de un aneurisma aórtico. Fue despedido por más de cuatrocientas personas. En 2002 se colocó un busto en su honor en el Jardín de la Facultad de Química de la UdeG, con la inscripción: «Formador de ingenieros químicos útiles a la sociedad. Maestro íntegro, ejemplo de amistad y servicio».

## Causa de canonización
El 25 de septiembre de 2021 se abrió la causa de canonización en donde fueron escuchados 39 declaraciones a favor y en contra. La fase diocesana concluyó en 2023. Las actas fueron notariadas por las autoridades de la Arquidiócesis de Guadalajara y enviadas a la Santa Sede  para su estudio en el Dicasterio de las Causas de los Santos. En esta etapa de su causa es considerado Siervo de Dios. Si procede la causa podría ser el primer agregado del Opus Dei en ser beatificado.

## Reconocimientos
- Nombrado Hijo Ilustre de Zapotlán el Grande en 2025[15][16]
- Homenajes en la Universidad de Guadalajara[17]